# Reinhard Hainbach
Reinhard Hainbach, né le 30 décembre 1948 à Schweinfurt, est un pilote automobile allemand de rallyes.

## Biographie
Sa carrière en compétition s'étale essentiellement de 1971 à 1980, particulièrement sur Ford Escort de 1975 à 1979, puis Opel Ascona.
Depuis 2009 il se consacre aussi à une participation dans quelques rallyes Historiques, toujours sur Opel Ascona, comme en Tchéquie.

## Palmarès

### Titres
- Double Champion d'Allemagne des rallyes en 1978 et 1979, sur Ford Escort RS 1800 (copilotes Peter Linzen, puis Klaus Fabisch);

### Victoires en Championnats d'Europe et d'Allemagne de l'Ouest
- Rallye saxon de la Baltique: 1974;
- Rallye du Hunsrück: 1977;
- Rallye hivernal de Saxe: 1978;
- Rallye de Hesse: 1978;